# Lincoln (Wielka Brytania)

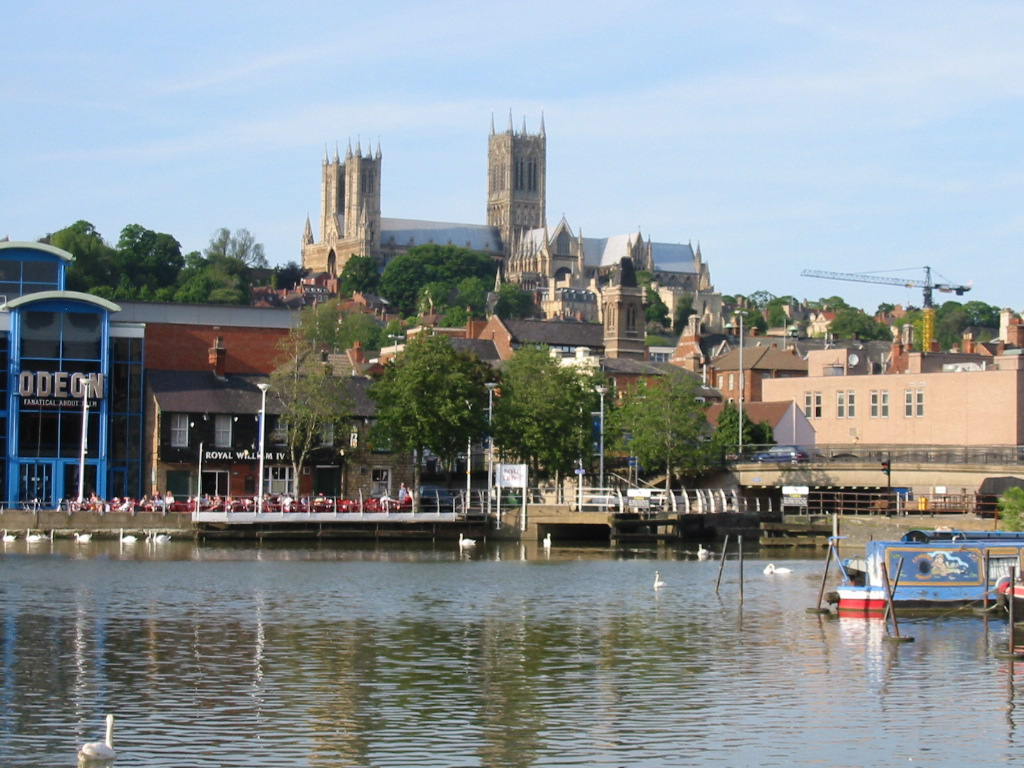
Katedra

Położenie dystryktu w hrabstwie Lincolnshire

Lincoln – miasto i dystrykt w Wielkiej Brytanii, w środkowo-wschodniej Anglii, ośrodek administracyjny hrabstwa Lincolnshire, położone nad rzeką Witham. Leży 50,8 km od miasta Nottingham i 193,3 km od Londynu. Lincoln jest jednym z trzech najstarszych miast angielskich, tutaj rzymska armia wybudowała między 50 a 60 r. n.e. bastion dla legionu IX Hispana. Dziś Lincoln to ważny ośrodek administracyjny, edukacyjny (uniwersytet) i usługowy z różnorodnym przemysłem (także branży nowych technologii). W mieście rozwinął się przemysł maszynowy, samochodowy, metalowy, elektrotechniczny, chemiczny. Miasto jest także popularnym miejscem odwiedzin turystów, szczególnie z racji średniowiecznej katedry (Lincoln Cathedral) oraz zamku (Lincoln Castle).
Dzielnice:
- Abbey, Birchwood, Boultham, Bracebridge, Carholme, Castle, Glebe, Hartsholme, Minster, Moorland i Park[4].

W mieście znajduje się stacja kolejowa Lincoln.

## Etymologia

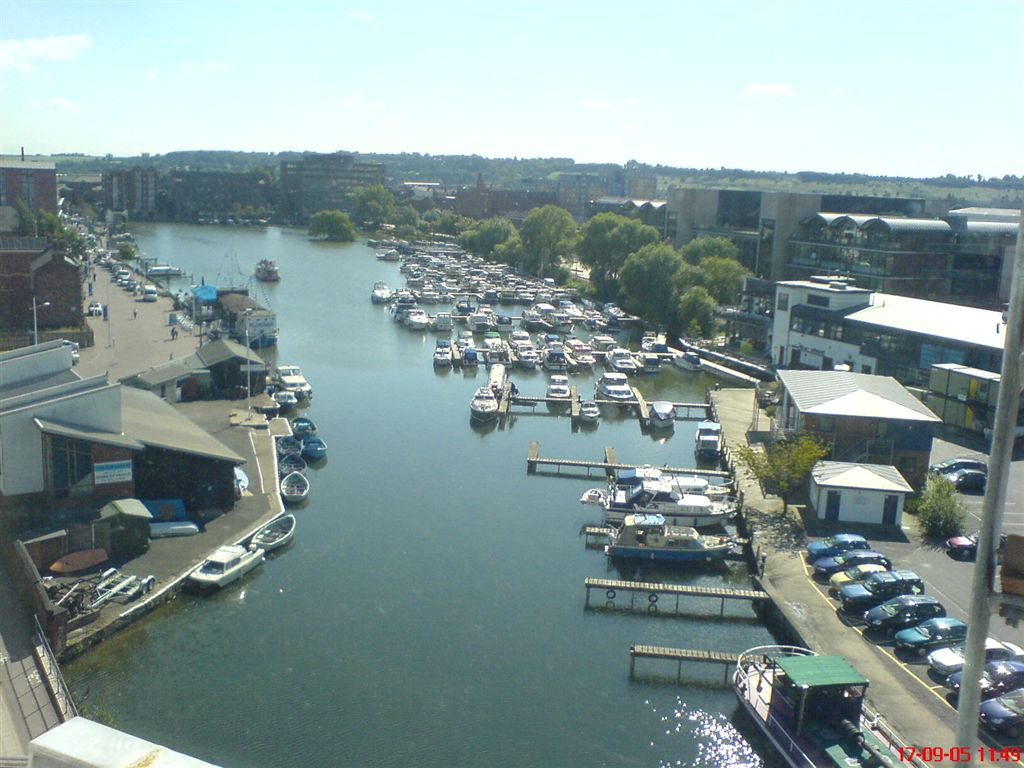
The Brayford Pool

Pierwotna nazwa pochodzi z czasów celtyckich, kiedy brytańscy mieszkańcy nazywali swoją osadę Lindon "staw, zalew", co miało się być może odnosić do jeziora Brayford (patrz etymologia Dublina, z celtyckiego dubh linn "czarny staw"). Po podbiciu tej części Brytanii przez Rzymian w 48 roku celtycka forma Lindon została zlatynizowana na Lindum i dodano do niej określenie Colonia, kiedy osadę przemieniono na osiedle dla armijnych weteranów. Za czasów anglosaskich łacińskie Lindum Colonia zostało skrócone do staroangielskiego Lincylene.
Lincoln jest wspomniane w Domesday Book (1086) jako Lincolia(e).

## Zabytki
- zamek z XII wieku,
- gotycka katedra zbudowana w latach 1185–1311 na miejscu romańskiej[8] katedry z XI wieku. Tutaj kręcone były sceny do filmu Kod Leonarda da Vinci,
- ruiny pałacu st. James.

## Historia
Miasto w czasach rzymskich liczyło 5 tysięcy mieszkańców.
- 1567 – założenie Queen Elisabeth College
- 1990 – wielki pożar starego browaru

## Miasta partnerskie
- Port Lincoln, Australia
- Tangshan, Chiny
- Neustadt an der Weinstraße, Niemcy
- Radomsko, Polska